# Комбайнобудівник (газета)
Комбайнобудівник — газета Тернопільського комбайнового заводу. Заснована у січні 1975 як орган парткому, профкому, комітету ЛКСМУ та дирекції заводу. У 1990—1996 — газета трудового колективу виробничого об'єднання "Тернопільський комбайновий завод".

## Історія
З 1975 року Тернопільський комбайновий завод розпочав видавати власну періодику. Газета «Комбайнобудівник» відображала виробничі будні комбайнобудівників в СРСР, їх соціальне та культурне життя, а також новини міста, області і країни загалом. Періодичне видання було не простою газетою, а органом партійного комітету, а також профкому і дирекції самого підприємства.

## Сучасність
Реєстрацію газети скасували вже в часи Незалежності за порушення вимог Закону України.

## Редактори
- С. Назаренков (т.в.о.),
- В. Клименко,
- В. Лясковський.